# Spartańskie wychowanie
Spartańskie wychowanie (Gr. ἀγωγή, tłum. ágōgḗ w dialekcie attyckim) – Obowiązkowy system wychowawczy obowiązujący w Sparcie według tradycji, od czasów Likurga. Wychowanie te decydowało o osiągnięciu statusu mieszkańca Sparty. Ćwiczenia dla chłopców zaczynały się w wieku siedmiu lat, a kończyły na trzydziestu. Z dzisiejszej perspektywy ówczesne metody wychowawcze cechowały się wyjątkową brutalnością, niejednokrotnie prowadzącą do śmierci.

## Rys historyczny
Sparta w VIII wieku p.n.e., była jednym z państw na Półwyspie Peloponeskim. Siły zbrojne miały w niej duże znaczenie, gdyż Spartanie stosunkowo niedawno osiedlili się na nowym, podbitym przez siebie terytorium. W Sparcie tak jak wszędzie w Grecji rozwijała się sztuka, muzyka i poezja. Obcokrajowcy byli mile widziani, przyjmowani gościnnie i mogli swobodnie przedstawić swoją sztukę. Nieliczne zachowane utwory Tyrteusza oraz Alkmana świadczą o wysokim poziomie rozwoju piśmiennictwa i umiejętności.
Po wygranej pierwszej wojnie meseńskiej (735–716 p.n.e.) Sparta opanowała zbyt duże terytorium jak na swoje możliwości. Żeby je utrzymać, a przede wszystkim utrzymać w ryzach ludność podbitą, trzeba było zwiększyć wysiłek militarny. Jednak to nie zapobiegło powstaniu meseńczyków. Stłumiono je z wielkimi stratami i wielkim wysiłkiem w połowie VII wieku p.n.e. W obawie przed powtórzeniem sytuacji zreformowano państwo nadając mu charakter militarny. Armia w stanie stałej gotowości czuwała, wypatrując najmniejszego znaku niebezpieczeństwa i nieposłuszeństwa, reagując nadmiernymi represjami. Dziedziczni królowie stracili władzę na rzecz pięciu wybieralnych eforów, którzy odtąd starali się utrzymać status quo. Nieliczne reformy uzasadniano koniecznością odbudowania państwa z czasów świetności za panowania Likurga. W efekcie Sparta popadła w stagnację.
Głównym problemem Sparty była stale zmniejszająca się liczba obywateli. Szacuje się że ok. roku 500 p.n.e. Sparta posiadała 20.000 - 30.000 obywateli, oraz wielu helotów i periojków. Razem 40.000 - 50.000 ludności ustanowiła Spartę jako jedną z największych polis tamtych lat. W czasach Agisa (245–240 p.n.e.) pełnoprawnych Spartan było już tylko 700 w tym 100 którzy posiadali tę samą ziemię od pokoleń. Propozycje nowego podziału ziemi i nadania obywatelstwa części niewolnych (np. motakom – wolnym helotom wychowanym razem z dziećmi obywateli) były zdecydowanie zwalczane. Arystokracja rządząca przejęła większość ziemi i czerpała z niej korzyści. Wiele działek tylko teoretycznie należało do szeregowych Spartan, w rzeczywistości były wzięte w zastaw. Szczególny ferment i zepsucie powstało w Sparcie po wygranej wojnie peloponeskiej.

### Podróże
Po stłumieniu powstania meseńskiego państwo stało się wszechobejmujące, policyjne i hierarchiczne. Cudzoziemcy byli z zasady podejrzani i narażeni na niebezpieczeństwa. Podróże pojedynczych Spartan za granicę były również wielce podejrzane. Właściwie podróżowali tylko wygnani lub ci, którzy w porę zauważyli niebezpieczeństwo i zdołali uciec. Tylko wyprawy wojenne, w zorganizowanych grupach uzasadniały opuszczenie ojczyzny.

## Proces wychowawczy
Wychowanie państwowe było bardzo surowe, miało bowiem przygotować obywateli do życia w trudnym, górzystym terenie objętym wpływami państwa spartańskiego. Obywatele żyli w ciągłym zagrożeniu ze strony wielokrotnie liczniejszej ludności podbitej oraz miast-państw sąsiednich gł. Argos. Dzieci selekcjonowano w celu utworzenia silnego społeczeństwa. Po narodzinach dziecka, matka miała wykąpać go w nierozcieńczonym winie aby sprawdzić czy dziecko jest silne i jak reaguje na alkohol. Często przyjmuje się, że dziecko które było "chude i zdeformowane" zostawało zrzucone w przepaść na Tajgecie, znane to było jako Apothetae (Gr. ἀποθέται, "Depozyt").Służyło to jako eugenika. Sparta jest powszechnie uważana za sztampowy przykład takich działań. Jednak antropolog Laila Williamson twierdzi, że w tamtym czasie takie praktyki były wykorzystywane na każdym kontynencie, niezależnie od kultury danego ludu.Mimo wszystko, wykopaliska prowadzone w przepaści w Tajgecie ujawniły tylko szczątki dorosłych ludzi.
Zdrowe dzieci do 7 roku wychowywane były w domu pod opieką matek. Następnie, zaczynał się wstępny okres agoge. Jeszcze pod częściową opieką rodziny, ale już także pod okiem państwowego urzędnika zwanego pajdonomos, któremu stale towarzyszył mastigoforoj – nosiciel bicza. Od 12 roku życia przyszli obywatele Sparty opuszczali rodzinne domy i przenosili się do koszar, w których musieli mieszkać aż do osiągnięcia praw obywatelskich w wieku trzydziestu lat. Wtedy dopiero stawali się równymi, mogąc od tej pory uczestniczyć w zgromadzeniu ludowym (apella).

### Agoge
Słowo agoge pochodzi od agogeus oznaczającego lejce służące do kierowania koniem.
Główne etapy agoge
- Chłopcy 7–11 lat – w tym okresie chłopcy nie byli jeszcze skoszarowani. Codziennie wychodzili z domu na wspólne zabawy i ćwiczenia.
- Chłopcy 12–15 lat – życie w koszarach
- Efebowie (ejreni) – 16–20 lat

Ostatni rocznik protejras pełnił funkcję przewodników i był stawiany na czele drużyn młodszych jako ich opiekun i nauczyciel. Każdy rocznik miał swoją osobną nazwę oraz wykonywał specyficzne ćwiczenia. Miał również określone obowiązki, nie wiadomo jednak jakie dokładnie – zachowały się tylko nazwy.
Wiele czasu poświęcano różnym ćwiczeniom fizycznym, sprawnościowym i siłowym. Początkowo sprawdzianem były myślistwo i lekkoatletyka. Po militaryzacji ćwiczono władanie bronią, szermierkę, miotanie oszczepem, zwroty i zmiany szyku, marsze z odpowiednim, zwartym trzymaniem tarczy. Celem nadrzędnym było wytrenowanie i zdyscyplinowanie hoplity. Przewaga Spartan brała się między innymi stąd, że naprzeciw żołnierzy pospolitego ruszenia stawali doświadczeni, z kilkunastoletnim stażem, żołnierze zawodowi, przywykli i przyuczeni do zabijania.
Uczono też zwięzłego wypowiadania się. W odpowiedziach bardzo ceniono sobie cięty dowcip. Na przykład Leonidas na pytanie jak ocenia poezję Tyrteusza odpowiedział: jest doskonała do wyciągania życia z młodych żołnierzy.
W starszym wieku młodzież odbywała praktyki w zabijaniu. Można tu wyróżnić dwa przypadki. Od czasu do czasu, na rozkaz odpowiednich urzędników, oddział Spartan najeżdżał jakąś wioskę mordując wszystkich mieszkańców, co do której istniało podejrzenie buntu lub nieposłuszeństwa. Druga metoda to tzw. krypteja odpowiednik tajnej policji. Młodzi ludzie patrolowali okolice i zabijali pojedynczych helotów, periojków (uznanych za niebezpiecznych, np. na podstawie podsłuchanych rozmów). Do kryptei przygotowywano już młodych chłopców. Były to wzajemne podchody, napaści i np. wykradanie jedzenia. Miało to ćwiczyć czujność, refleks i umiejętność wykorzystywania okazji.
Uczniowie agoge byli karmieni niskimi racjami żywnościowymi, aby wykazywali się inicjatywą i pomysłowością – mieli kraść, aby być najedzonymi do syta. Kiedy zostali przyłapani, byli karani za to, że dali się złapać, a nie za to, że kradli. Ogoleni, z gołą głową, bosi i lekko odziani (często nago) spali na legowisku z trzcin, a w zimie dokładano ostów.
Ważnym sprawdzianem wytrzymałości i sprawności były bójki rytualne w Platanistasie oraz „serowe zawody” przed świątynią Artemidy Ortii (Ksenofont). Wygłodniali młodzieńcy walczyli tam o sery
Po 404 roku p.n.e. Sparta stawała się coraz bardziej państwem totalitarnym i to proporcjonalnie do upadku jej znaczenia i sił, zarówno fizycznych, jak i duchowych. Nieuszanowanie własnych obywateli przez szafowanie ich życiem i zdrowiem w nadmiernie obciążających ćwiczeniach i próbach wcale nie poprawiały stanu obronności państwa, wręcz przeciwnie. W czasach Aleksandra Wielkiego Sparta miała już niewielkie znaczenie militarne, do podboju rzymskiego straciła je całkowicie.

### Służba wojskowa
Wiek od 21 do 30 lat – obowiązkowa służba wojskowa. Chłopcy w wieku 21 lat tzw. sfajrejs byli zaliczani do młodszych żołnierzy. W ciągu dziesięciu lat Spartanie pod dowództwem starszych byli wysyłani na wojny zewnętrzne, np. 300 Spartan broniło wąwozu termopilskiego. W obliczu wroga Spartanin nie mógł się cofnąć. Ta zasada często była powodem konfliktów i niepotrzebnych strat. Odnotowano kilka przypadków, kiedy Spartanie odmawiali przemieszczenia się na nowe pozycje, zarzucając innym tchórzostwo i łamanie zasad. Spartanin nie mógł się cofnąć, co określano lakonicznym powiedzeniem: z tarczą (wracał do Sparty żywy po przepędzeniu wroga) lub na tarczy (zabity lub ciężko ranny był niesiony na tarczy przez towarzyszy).
Oprócz hoplitów Sparta dysponowała jednym oddziałem konnym hippejs. Miał on charakter policji politycznej i zajmował się między innymi łapaniem na drogach uciekinierów. Na wojny jednak hoplici zawsze wędrowali pieszo.

### Etap obywatelski
Wiek od 31 lat – po odbyciu dziesięcioletniej służby wojskowej Spartanin uzyskiwał prawa polityczne. Każdy dostawał ziemię (najczęściej po kimś kto zmarł, zginął, często po rodzicu) i mógł się ożenić (wcześniejsze małżeństwa były możliwe, ale wymagały uzyskania odpowiedniej zgody). Niektórzy mogli zacząć karierę jako dowódcy i urzędnicy. Nawet uczty miały charakter przymusowy. Żołnierze z jednego oddziału zasiadali przy jednym stole na składkowych wspólnych ucztach.
Wiek 60 lat – zasłużeni Spartanie mogli być wybierani do geruzji.

## Organizacja
Po przejściu do koszar młodzież była grupowana w struktury o charakterze wojskowym i tej organizacji starano się nie naruszać. Wzajemna znajomość i brak anonimowości sprzyjały zdecydowanym działaniom.
Podstawą podziału był fakt, że oprócz Sparty istniały jeszcze 4 inne miejscowości spartańskie. Każda z nich wystawiała 3 jednostki, razem było 15 oddziałów o różnej liczebności i zależnej od ogólnej liczby obywateli w danym momencie. W okresie agoge największa jednostka ilai lub agelaj dzieliła się na 3 mniejsze buaj ze starszym przewodnikiem zwanym buagos,, a na czele stał dwudziestolatek – protejraj (ostatni rocznik agoge). Jak się wydaje najniższa jednostka odpowiadała liczebnością pojemności jednego pomieszczenia koszarowego.
Nakaz służby wojskowej w zasadzie obowiązywał do 60 roku życia, a więc dotyczył także mężczyzn żonatych. Wyjątkiem byli ci, którzy w czasie walk zostali ciężko ranni. Po 30 roku życia, zwłaszcza w okresach pokoju, można było liczyć na czasowe zwolnienie ze służby. Tak więc większość Spartan od dziecka prowadziła koszarowo-wojskowy tryb życia, była słabo żywiona i poddawana surowej wojskowej dyscyplinie oraz ciężkim ćwiczeniom fizycznym i wojskowym, kształtującym pożądany przez państwo charakter obywatela-wojownika. Była to pierwsza stała i utrzymywana w ciągłej gotowości armia, złożona z silnych i odpornych na trudy żołnierzy.
Młodzieńcy, którzy nie wytrzymywali forsownych ćwiczeń najczęściej przedwcześnie umierali. Wszystkim przydzielano równe kawałki ziemi (z pracującymi na niej helotami) i nadmierna dzietność sprawiałaby kłopot z utrzymaniem tego stanu. Późne zakładanie rodzin, nieliczenie się z rzeczywistymi możliwościami organizmu oraz wojny prowadziły do zmniejszania się populacji obywateli. Bogaciła się na tym elita, w której władanie wracała ziemia, a przede wszystkim dobra na niej wytwarzane.

## Sport
Wielkim świętem Grecji były igrzyska olimpijskie. W okresie 720–576 p.n.e. na 81 znanych zwycięzców olimpijskich 46 było Spartanami. W rozstrzygającym lekkoatletyczne zawody biegu na odległości stadionu, na 36 zwycięzców 21 było Spartanami. Świadczy to jednoznacznie o ich wielkiej sprawności, intensywnych treningach i o dobrych trenerach.
Tukidydes podaje, że smarowanie ciał oliwą oraz uczestnictwo w zawodach nago były innowacjami wprowadzonymi przez Spartan. Po tych sukcesach Spartanie zniknęli z list sportowych. Spowodowane to było zamknięciem się Sparty w obrębie granic swojego państwa. Nastąpiła też stopniowa rezygnacja z dotychczas często organizowanych zawodów wewnętrznych. Zwycięzca stawał się bohaterem, a w Sparcie wszyscy musieli być równi (homoioi, tzn. „Jednakowi”) dlatego ewentualne zawody miały charakter współzawodnictwa oddziałów. Stawiano raczej na uroczystości religijne i uczty podkreślające wspólnotę i równość.

## Nauka i sztuka
Formalnie Spartanie uczyli się pisać i czytać, znali poezję i muzykę. Jednak nauce pisania i czytania nie poświęcano wystarczająco dużo uwagi. Ten etap nauki był zależny od świadomości i statusu materialnego rodziców. Od 8 do 11 roku życia dzieci, osobno chłopcy, osobno dziewczynki codziennie zbierały się poza domem i wspólnie ćwiczyły i uczyły się. Na noc wracały do rodziców.
{{Plutarch wiedzę Spartan podsumowuje słowami: znali co trzeba, lecz z drugiej strony, w porównaniu ze standardami obowiązującymi w pozostałych państwach Grecji, ich poziom umysłowy określano jako żenujący.|fakt|2016-09}}
Po militaryzacji Sparty cała muzyka sprowadziła się do muzyki „marszowej” (bębny i flety). Uczono i wykonywano utwory towarzyszące żołnierzom podczas przemarszów i w czasie bitwy. Obowiązującym i jedynym poetą został Tyrteusz – twórca patriotycznej poezji z czasów wojny meseńskiej. Jego utwory stały się wzorem postępowania dla wszystkich obywateli.

... nie uznam za godnego pamięci ani nie otoczę podziwem męża, chociażby był najbogatszy, najbardziej elokwentny, najlepszy na zawodach (...), ... jeżeli braknie mu żołnierskiego męstwa, jeżeli nie dostoi w bitwie.

Skostnienie i szablonowość stały się nie tylko zaletą, ale koniecznym wymogiem. Dochodziło do karania poetów za dołożenie i nauczenie swojego oddziału nowych zwrotek albo dołożenie strun do instrumentu. Pewien wyjątek stanowiły zawody organizowane dla młodzieży. W wieku 12 lat (przejście do koszar) organizowano ogólne zawody w poezji i śpiewie, prawdopodobnie po to, żeby wybrać osoby posiadające odpowiednie predyspozycje do zajmowania się tym w koszarach.

## Kobiety
Kobiety nie miały praw obywatelskich. Jako dziewczynki były wychowywane jednak w równie surowej dyscyplinie, co chłopcy. Od najwcześniejszych lat, w grupach rówieśniczych ćwiczyły sprawność fizyczną, taniec i śpiew, potrzebne podczas uroczystości religijnych oraz umiejętności prowadzenia domu. Podobnie jak mężczyźni musiały uczestniczyć w ucztach, uroczystościach religijnych i procesjach. Można było wtedy ocenić zalety ich ciała, bowiem występowały tam ubrane w peplos z niezszywanym prawym bokiem (była spinka na prawym barku). Przy każdym ruchu lub powiewie wiatru widać było prawie całe ciało. Było to przedmiotem stałych kpin, zwłaszcza wśród Ateńczyków. Ideałem kobiety była wówczas kobieta wysportowana, zdrowa – zdolna do rodzenia silnych i zdrowych dzieci. Wymóg sprawności oraz strój odsłaniający wszystkie wady zobowiązywały do regularnych ćwiczeń. Kobiety za mąż wychodziły wcześnie. Dziećmi zajmowały się mamki. Ze źródeł wynika, że były one bardzo cenione w całej Grecji jako bardzo sprawne i doświadczone. Przed militaryzacją kobiety spartańskie również brały udział w zawodach sportowych. Jeszcze na początku VI w. p.n.e. uczestniczyły w zawodach lekkoatletycznych dla kobiet.

Przy niemal stałej nieobecności mężów, kobiety musiały umieć radzić sobie w każdej sytuacji. Często były jedynymi dziedziczkami majątku po wcześnie zmarłych lub poległych mężach i nim rządziły. Dysponując majątkiem znacznej wartości, często wpływały na decyzje podejmowane w państwie. Jak mówi Plutarch: 

kobiety spartańskie mają większy wpływ na państwo niż ich mężowie na własne gospodarstwo!

 Z drugiej strony, zapewne ze względów majątkowych, część małżeństw mogła być zawierana pod przymusem.

## Moralność
Wszystko, co służyło Sparcie i jej obywatelom było dobre i moralne. W myśl tej zasady każdy, kto nie był Spartaninem, nie mógł liczyć na słowność, uczciwość lub jakieś inne ludzkie uczucia. Kradzieże i oszustwa były na porządku dziennym. Spartanie w zdobytych miastach często mordowali wszystkich mężczyzn.

## Spartański wzorzec
Spartańskie wychowanie było podziwiane już w starożytności. Odwoływał się do niego Platon w swym dziele Państwo. Podziwiano cnoty, posłuszeństwo i gotowość poświęceń w obronie ojczyzny. Rzymianie podziwiali model wychowania spartańskiego, jednak nie uważali go za praktyczny.
W XX wieku wzorce spartańskie zaczerpnęli (w przekształconej do własnych celów formie) m.in. Mussolini oraz Hitler. W efekcie kult tężyzny fizycznej i płodności kobiet oraz siła i karność mężczyzn w połączeniu ze skutecznością stały się w okresie faszyzmu niemal religią Włoch i Niemiec.